# Кватро Вје (Фиренца)
Кватро Вје је насеље у Италији у округу Фиренца, региону Тоскана.
Према процени из 2011. у насељу је живело 101 становника. Насеље се налази на надморској висини од 309 м.